# Colostygia salicata
Colostygia salicata är en fjärilsart som beskrevs av Jacob Hübner 1796-1799. Colostygia salicata ingår i släktet Colostygia och familjen mätare. Inga underarter finns listade i Catalogue of Life.